# El Jardín del Edén con la caída del hombre
El Jardín de Eden con la Caída del hombre o El Paraíso Terrenal con la Caída de Adán y Eva es una pintura de 1617 realizada por Peter Paul Rubens (figuras) y Jan Brueghel el Viejo (flora y fauna). Está albergado en el Mauritshuis, Países Bajos. La pintura describe el momento justo antes del consumo de la fruta prohibida y la caída de hombre.
Adán y Eva se representan debajo del árbol del conocimiento del bien y del mal, donde crecen varias frutas. En el lado opuesto está el árbol de la vida, también cargado con fruta. La escena es una referencia al Génesis 2:8–14. Un mono, que muerde una manzana a la izquierda, simboliza el pecado. En la analogía, el mono próximo a Adán es el impetuoso que no puede resistir la tentación, mientras que el gato cercano al pie de Eva representa la astucia cruel. En el simbolismo cristiano, varios racimos de uva en el follaje detrás de Adán y Eva representan la muerte de Cristo en la cruz, así como el vino representa su sangre.